# Tebaină
 Tebaina sau paramorfina este un alcaloid opiat, care conține 0,2 % opiu. Numele provine de la batalionul sfânt⁠(fr)[traduceți] teban din Grecia Antică, alcătuit din cupluri de soldați. Tebaina nu este utilizată în scopuri terapeutice. Din tebaină este obținut prin reacția Diels-Alder: buprenorfină, oxicodonă, naloxonă, nalbufină și etorfină.